# وليم ثاكري
وليم ثاكري بالإنجليزية : William Makepeace Thackeray وليم ميكبيس ثاكري روائي إنجليزي عاش في الفترة من 11 يوليو 1811 إلى 24 ديسمبر 1863 ، اشتهر بأعماله الساخرة خاصة روايةدار الغرور  Vanity Fair  التي لوحة بانورامية للمجتمع الإنجليزي .

## سيرة ذاتية
كان وحيد والديه، وكان والده موظفاً في شركة الهند الشرقية البريطانية، وبعد وفاته بعامين أُرسل الابن عام 1817 ليعيش مع أحد الأقارب في إنكلترة حيث التحق بمدارس ساوثمبتون Southampton وتشيزويك Chiswick في ضواحي لندن. دخل ثاكري في عام 1829 ترينيتي كولدج Trinity College في كمبردج، ليتركها في العام التالي من دون أن ينال أيَّ درجة. وأقام علاقات صداقة مع شعراء مثل ألفرد تنيسون[ر] وإدوارد فيتزجيرالد[ر]. وجَّه جلَّ اهتمامه نحو الصحافة، فأصدر عام 1833 المجلة الأدبية الأسبوعية «الراية الوطنية» The National Standard لكنَّه اضُّطر لإغلاقها في العام التالي لأسباب مالية. وكان في ذلك الوقت قد فقد كل ثروته لسوء استثمارها وتبذيره لها. بدأ بعد ذلك دراسة الفن في باريس حيث التقى بإيزابيلا شو Isabella Shawe وتزوجها عام 1836. بدأ يعمل صحفياً محترفاً لعدة صحف ودوريات في لندن وكتب في موضوعات متنوعة وبأسماء مستعارة، كما قدم مقالات نقدية عما يصدر من كتب لمجلة «التايمز» The Times. ولكن أشهر كتاباته كانت في مجلتي «فريزر» Fraser’s Magazine و«بَنش» Punch اللتين اشتهرتا بالنقد اللاذع، وكتب مقالات عن النفاق والغرور والأعمال التي لا قيمة أدبية لها، مثل مقالته حول الروائي إدوارد بَلوَر ليتون Edward Bulwer Lytton الذي كان موضع سخرية في المجلة. ومن أفضل مساهماته مواقفه الساخرة من بعض الأنماط الأدبية السائدة، كما في روايتيه «كاثرين» 1839 Katherine و«مذكرات باري ليندن» (1844) Memoirs of Barry Lyndon اللَّتين سخر فيهما من تصوير المجرمين كأبطال رومنسيين. وكتب ثاكري أيضاً أعمالاً نشرت مسلسلة في مجلة «فريزر» مثل «قصة أرستقراطية مهلهلة» A Shabby Genteel Story و«قصة صموئيل تيتمارش وماسة هوغارتي العظيمة» The History of Samuel Titmarsh and the Great Hoggarty Diamond.
قضى ثاكري بقية حياته يعمل في مجلة «كورنهيل» Cornhill Magazine

## كتاباته
بدأت كتابات ثاكري تبدو أكثر نضجاً أدبياً عندما نشر في مجلة «بَنش» بعنوان «متكبرو إنكلترة» Snobs of England، التي نُشرت لاحقاً تحت عنوان «كتاب المتكبرين» (1847) The Book of Snobs، وتُوجت هذه المرحلة بأشهر رواياته دار الغرورVanity Fair ، وهي حسب وصفه لها «رواية بلا أبطال» ونشرت على شكل مسلسلة شهرية بين عامي 1847 و1848 وزيَّنها ثاكري بصور من رسمه. تجري أحداث هذه الرواية أيام حروب نابليون، وتتحدث عن امرأتين متناقضتين في شخصيتيهما وفي ظروفهما، ومن خلال مواجهاتهما يظهر النفاق والفساد في مجتمع مادي بحت. ومع أن ثاكري لا يحاول تصوير الفساد عبر إظهار تأثير الثورة الصناعية، كما يفعل معاصره ديكنز[ر] إلا أنَّه يقدِّم دراسة فذَّة عن التناقضات الاجتماعية على مستوى الشخصيات وعلاقاتها ببعضها. ويعدُّ كثير من النقاد شخصية إحدى الامرأتين: «بيكي شارب» من أكثر الشخصيات التي ابتدعها ثاكري بقاءً في الذاكرة.
أمَّا روايته الأخرى التي وطدت شهرته فهي «قصة هنري إيزموند» 1852 The History of Henry Esmond، التي جعل بطلها يحمل الكثير من شخصيته، فهو جندي أرستقراطي شجاع حسّاس أحب امرأتين هما بياتريكس ووالدتها ليدي كاسلوود. وتطرق ثاكري في هذه الرواية إلى موضوعات عدة مثل النفاق والأحزان وتفاهة كثير من أمور الحياة التي يرى ثاكري أن من مهام الكاتب الروائي إظهارها. ونجح في ذلك ببراعة فائقة تترك القارئ في تيار من السرد السلس والوصف والحوار والتعليق، بتناغم ممتع يجمع بين دفء العاطفة والسخرية. وكتب كذلك رواية «عائلة نيوكم» (1853-1855) The Newcomes التي تدرس مجتمع الطبقة البرجوازية، ثم رواية «الفرجينيون» The Virginians وتدور أحداثها بين إنجلترا والولايات المتحدة الأمريكية.

## سمعته و مكانته الأدبية
تم اعتبار وليم ثاكري ومدَّةً طويلةً ندَّاً أو حتى أفضل من معاصره شارلز ديكنز. وذكرت شارلوت برونتي في مقدمة الطبعة الثانية لروايتها جين إير (1848) Jane Eyre التي أهدتها لثاكري أنها تعتبره المجدِّد الاجتماعي الأول.

## و صلات خارجية
- صفحة وليم ثاكري في الموسوعة العربية
- وليم ثاكري على موقع IMDb (الإنجليزية)
- وليم ثاكري على موقع الموسوعة البريطانية (الإنجليزية)
- وليم ثاكري على موقع ألو سيني (الفرنسية)
- وليم ثاكري على موقع ميوزك برينز (الإنجليزية)
- وليم ثاكري على موقع أول موفي (الإنجليزية)
- وليم ثاكري على موقع قاعدة بيانات برودواي على الإنترنت (الإنجليزية)
- وليم ثاكري على موقع إن إن دي بي (الإنجليزية)
- وليم ثاكري على موقع أول ميوزيك (الإنجليزية)
- وليم ثاكري على موقع ديسكوغز (الإنجليزية)
- وليم ثاكري على موقع قاعدة بيانات الفيلم (الإنجليزية)